# Carlos Benpar
Carlos Benpar, nacido como Carlos Benito Para (Barcelona, 13 de noviembre de 1948), es un productor, guionista y director de cine español.

## Biografía
En 1968 empezó el rodaje de su primer largometraje Soplo de esplendor, que no finalizaría hasta 1973. Esta película incluye un mediometraje realizado entre 1968 y 1970 titulado El hachazo, que se puede considerar un precedente de las películas con las que obtuvo los Goya a la Mejor Película Documental. Soplo de esplendor se presentó en el Festival Internacional de Cine de Locarno de 1974 y está dedicada a la actriz Angie Dickinson.
El origen dell apellido Benpar es la suma de sus apellidos Benito y Para:

"Esto me lo sugerió Nicholas Ray. Le comenté que en la primera película que hice, Soplo de Esplendor, el protagonista se llama Raoran, Ra de Raoul Walsh y Nicholas Ray, Or de Orson Welles y An de Angie Dickinson. Esto le conmovió, y me dijo que él también hacia este tipo de juego en cambios de nombre. El suyo propio, me dijo, es raíz de uno de estos juegos. Y me aconsejó que yo tendría que hacer lo mismo con mis dos apellidos. No sé si me lo dijo en serio o en broma. Lo cierto es que le hice caso y de aquí salió Benpar. Ben de Benito y Par de Para. Te he de decir, reglas ortográficas aparte, que este nombre, Benpar, está reconocido jurídicamente.
Carlos Benpar (Cara a Cara, 1981).

Ha dirigido las películas Capitán Escalaborns y Escapada Final (Scapegoat) a partir de historias propias, Dinero negro (De mica en mica s'omple la pica) sobre la novela de Jaume Fuster, El cazador furtivo sobre "Bel Ami" de Guy de Maupassant, La verdad oculta sobre los cuentos de Pere Calders, El jovencito Drácula a partir de los personajes de Bram Stoker, ¿Dónde se nacionaliza la marea? según la historia vivida por la propia protagonista de la película, La venganza del proscrito, ensayo rodado en las localizaciones de las películas míticas de su infancia, Al final de la vida, documental íntimo sobre su madre que sólo se proyecta anualmente el 26 de febrero, y el cortometraje documental sobra la ciudad donde nació Orson Welles titulado O. W. Kenosha.
Ha ganado dos veces consecutivas el Premio Goya de la Academia de las Artes y las Ciencias Cinematográficas de España a la Mejor Película Documental por Cineastas contra magnates en 2006 y por Cineastas en acción en 2007.
En 2013 la Filmoteca de Catalunya publicó en formato digital El refugi dels apatxes. El cinema de Carlos Benpar, escrito por Antonio Llorens Sanchis.
En 2020, Benpar fue nombrado miembro de honor de la Academia del Cine Catalán junto al cineasta y animador Jordi Amorós, la montadora Teresa Font, el periodista y activista cultural Josep Maria López Llaví, la actriz Serena Vergano y los impulsores del CineBaix.
Ha publicado los libros Rovira-Beleta, el cine y el cineasta (sobre el cineasta Francesc Rovira Beleta), Cineastes contra Magnats (sobre el que realizaría un posterior documental) y Nicholas Ray, sobre el director de Johnny Guitar y Rebelde sin causa.
En 2023 publicó el libro Tótem sin Tabú, inventario íntimo de un cineasta con la influencia materna y el cine como tótem y algunas fugaces escaramuzas femeninas sin tabú. Un libro de memorias sobre la madre y la infancia, el cine, el amor, y el pasado siempre presente, bajo la omnipresencia de la muerte.

## Filmografía
- Tom y las moscas (1970), cortometraje
- La forma ovalar (1970), cortometraje
- Soplo de esplendor (1968-73) Director, Guionista y Actor.
- El jovencito Drácula (1975) Director y Actor.
- De mica en mica s'omple la pica (1984) Director y Guionista.
- Moment crític (1984), cortometraje
- Escapada final (1985) Director, Guionista y Productor.
- La verdad oculta (1987) Director, Guionista y Productor.
- Capitán Escalaborns (1991) Director y Guionista.
- El cazador furtivo (1995) Director, Guionista y Productor.
- El dominio de los sentidos (1996) Productor ejecutivo.
- TomándoTe (1999) Productor ejecutivo.
- Cineastas contra magnates (2005) Director, Guionista y Productor.
- Cineastas en acción (2005) Director, Guionista y Productor.
- La venganza del proscrito (2007) Director, Guionista y Productor.
- Al final de la vida (2008) Director, Guionista y Productor.
- La segona pàtria (2009) Coproductor.
- ¿Dónde se nacionaliza la marea? (2010) Director, Guionista y Productor.
- El género femenino (2010) Director, Guionista y Productor.
- Cançons d'amor i anarquia (2015) Director, Guionista y Productor.

## Premios
- 2006. Premio Barcelona de Cine al mejor documental por Cineastas contra magnates y Cineastas en acción
- 2006. Premio Goya a la mejor película documental por Cineastas contra magnates
- 2007. Premio Goya a la mejor película documental por Cineastas en acción